# Oftedalita
L'oftedalita és un mineral de la classe dels silicats. Rep el nom en honor d'Ivar Werner Oftedal (1894-1976), professor de mineralogia a l'Institut de Geologia de la Universitat d'Oslo, qui va contribuir extensament a la geoquímica de l'escandi i va escriure els primers papers sobre la mineralogia de les pegmatites de Tørdal (Noruega).

## Característiques
L'oftedalita és un silicat aprovat com a espècie vàlida per l'Associació Mineralògica Internacional l'any 2004, i publicat dos anys després, amb fórmula química KSc₂◻₂Be₃Si₁₂O₃₀. Aquesta fórmula va ser fedefinida l'any 2024, passant a ser: K(ScCa)◻₂Be₃Si₁₂O₃₀. Cristal·litza en el sistema hexagonal. Es troba en forma de cristalls prismàtics curts de fins a 100 μm de diàmetre, o bé com a producte de reposició juntament amb altres minerals d'escandi. La seva duresa a l'escala de Mohs és 6.
Segons la classificació de Nickel-Strunz, l'oftedalita pertany a «09.CM - Ciclosilicats, amb dobles enllaços de 6 [Si₆O18]12- (sechser-Doppelringe)» juntament amb els següents minerals: armenita, brannockita, chayesita, darapiosita, eifelita, merrihueïta, milarita, osumilita-(Mg), osumilita, poudretteïta, roedderita, sogdianita, sugilita, yagiïta, berezanskita, dusmatovita, shibkovita, almarudita, trattnerita i faizievita.

## Formació i jaciments
Va ser descoberta a la pegmatita de Heftetjern, a la localitat de Tørdal, a Drangedal (Telemark, Noruega). Es tracta de l'únic indret on ha estat descrita aquesta espècie mineral.